# Хоэнхамельн
Хоэнхамельн (нем. Hohenhameln) — община в Германии, в земле Нижняя Саксония.
Входит в состав района Пайне. Население составляет 9310 человек (на 31 декабря 2010 года). Занимает площадь 69,42 км².

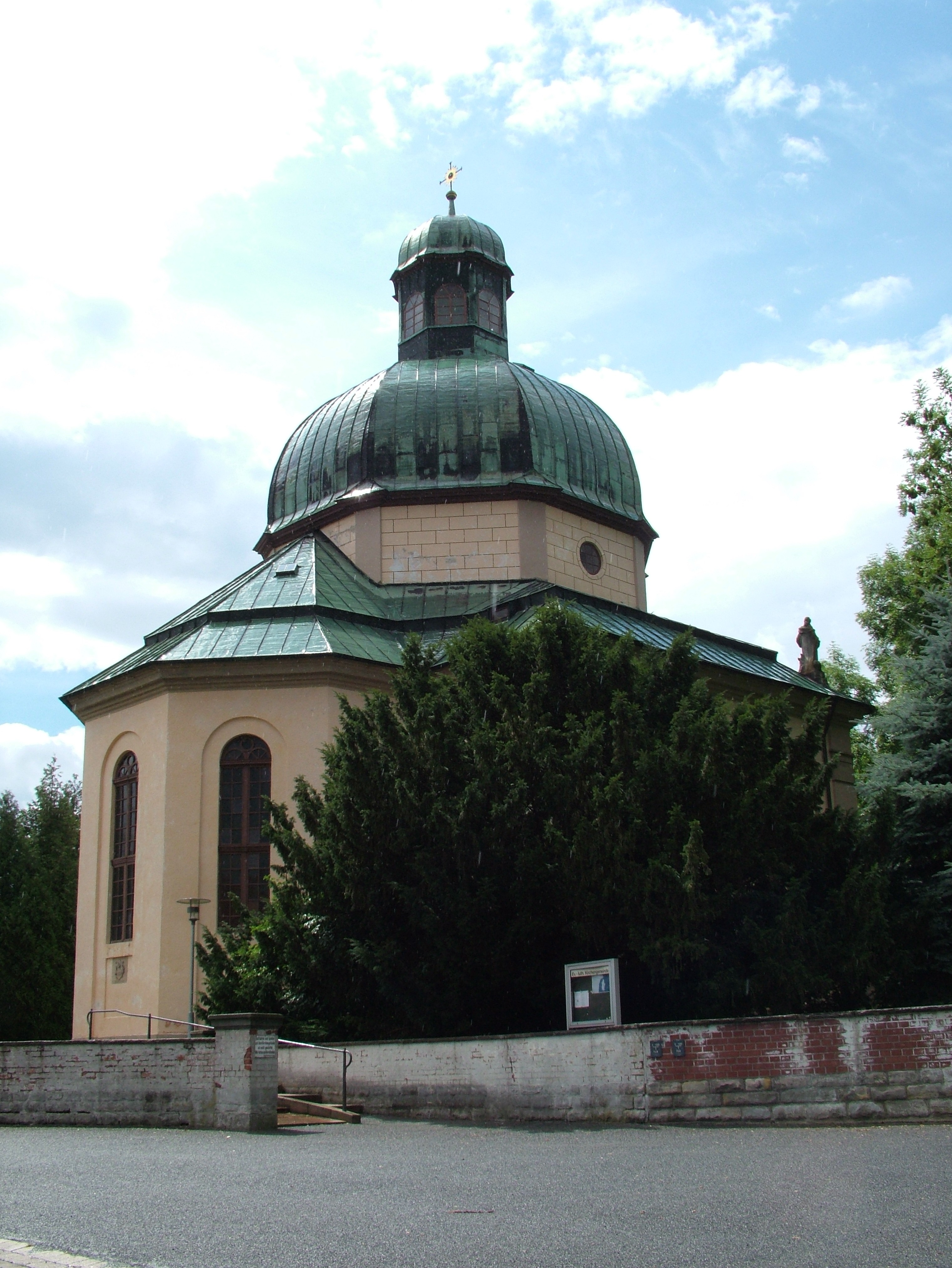
Церковь

| Год  | Население |
| ---- | --------- |
| 1990 | 8392      |
| 1995 | 9133      |
| 2000 | 9715      |
| 2005 | 9792      |
| 2010 | 9350      |